# ANNO: X
ANNO: X é uma coletânea de temas oficiais de anime cantadas por Rodrigo Rossi. Lançada em 2019, ela teve quase todas as letras em português escritas pelo próprio Rossi (exceção de Pegasus Fantasy e Soldier Dream), que também assina a produção e mixagem do álbum.
O álbum foi lançado 10 anos após a estreia do cantor como cantor oficial de um anime, daí o título. Sua estreia foi em 2010 com a abertura de Saint Seiya: The Lost Canvas.
A coletânea conta com 15 músicas, várias com participações especiais, como seus companheiros de Danger3, Larissa Tassi e Ricardo Cruz; Junior Hagemeyer, do Projeto Remake; Davis Ramay; Cesário Filho, Sidney Sohn Jr.; Ovídio Cleto e Wendel Bezerra.

## Faixas[4]
| N.º            | Título                                                     | Letras                                                 | Original de                     | Duração |  |
| 1.             | "Limit Break x Survivor" (de Dragon Ball Super)            | Rodrigo Rossi, Wendell Bezerra e Junior Hagemeyer      | Kiyoshi Hikawa                  | 3:50    |  |
| 2.             | "O Reino de Atena" (de Saint Seiya: The Lost Canvas)       | Rodrigo Rossi                                          | EUROX                           | 4:42    |  |
| 3.             | "Yeah! Break! Care! Break!" (de Dragon Ball Kai)           | Rodrigo Rossi                                          | Takayoshi Tanimoto              | 3:44    |  |
| 4.             | "Pegasus Fantasy versão Omega" (de Saint Seiya Ω)          | Walter Tormin Neto, Heber de Souza e Marcelo Del Greco | MAKE-UP feat. Shoko Nakagawa    | 2:38    |  |
| 5.             | "Hello! Hello! Hello!" (de Dragon Ball Super)              | Rodrigo Rossi, Wendell Bezerra e Junior Hagemeyer      | Good Morning America            | 3:50    |  |
| 6.             | "Laços de Flor" (de Saint Seiya: The Lost Canvas)          | Rodrigo Rossi                                          | Maki Ikuno feat. Marina Del Ray | 4:07    |  |
| 7.             | "A Promessa do Amanhã" (de Saint Seiya: Soul of Gold)      | Rodrigo Rossi                                          | Root Five                       | 5:17    |  |
| 8.             | "Soldier Dream" (de Saint Seiya: Soul of Gold)             | Álamo                                                  | Root Five                       | 2:38    |  |
| 9.             | "Dragon Soul" (de Dragon Ball Kai)                         | Rodrigo Rossi                                          | Takayoshi Tanimoto              | 4:25    |  |
| 10.            | "Evolução Ω" (de Saint Seiya Ω)                            | Rodrigo Rossi, Ricardo Cruz e Ovídio Cleto             | Nagareda Project                | 2:52    |  |
| 11.            | "Vou Lutar" (de Dragon Ball Kai)                           | Rodrigo Rossi                                          | Masatoshi Ono                   | 3:26    |  |
| 12.            | "Cordas de Luz" (de Saint Seiya Ω)                         | Rodrigo Rossi, Ricardo Cruz e Ovídio Cleto             | Cyntia                          | 3:08    |  |
| 13.            | "Nunca Desista" (de Dragon Ball Kai)                       | Rodrigo Rossi                                          | Junear                          | 2:38    |  |
| 14.            | "Nova Geração" (de Saint Seiya Ω)                          | Rodrigo Rossi                                          | Root Five                       | 3:17    |  |
| 15.            | "Hero" (de Os Cavaleiros do Zodíaco: A Lenda do Santuário) | Rodrigo Rossi                                          | Yoshiki Hayashi                 | 5:05    |  |
| Duração total: | Duração total:                                             | Duração total:                                         | Duração total:                  | 55:43   |  |